# Victor Horta
Victor Horta (Gent, 1861. január 6. – Brüsszel, 1947. szeptember 9.) belga építész és iparművész. Brüsszelben tanult Alphonse Balat építésznél, aki a neoklasszicizmus híve volt. John Julius Norwich szerint „az európai Art Nouveau – kulcsfontosságú építésze”. Feltehetőleg jól ismerte az angol designt, a posztimpresszionista és szimbolista festészetet és Eugène Viollet-le-Duc vagy Owen Jones elméleteit, s mindez vezette el az új – a szecessziós – stílushoz.A nevéhez kötődő brüsszeli Hotel Tassel (1892-3) révén elsőként vezette be az építészetbe a dekoratív stílust.

## Élete

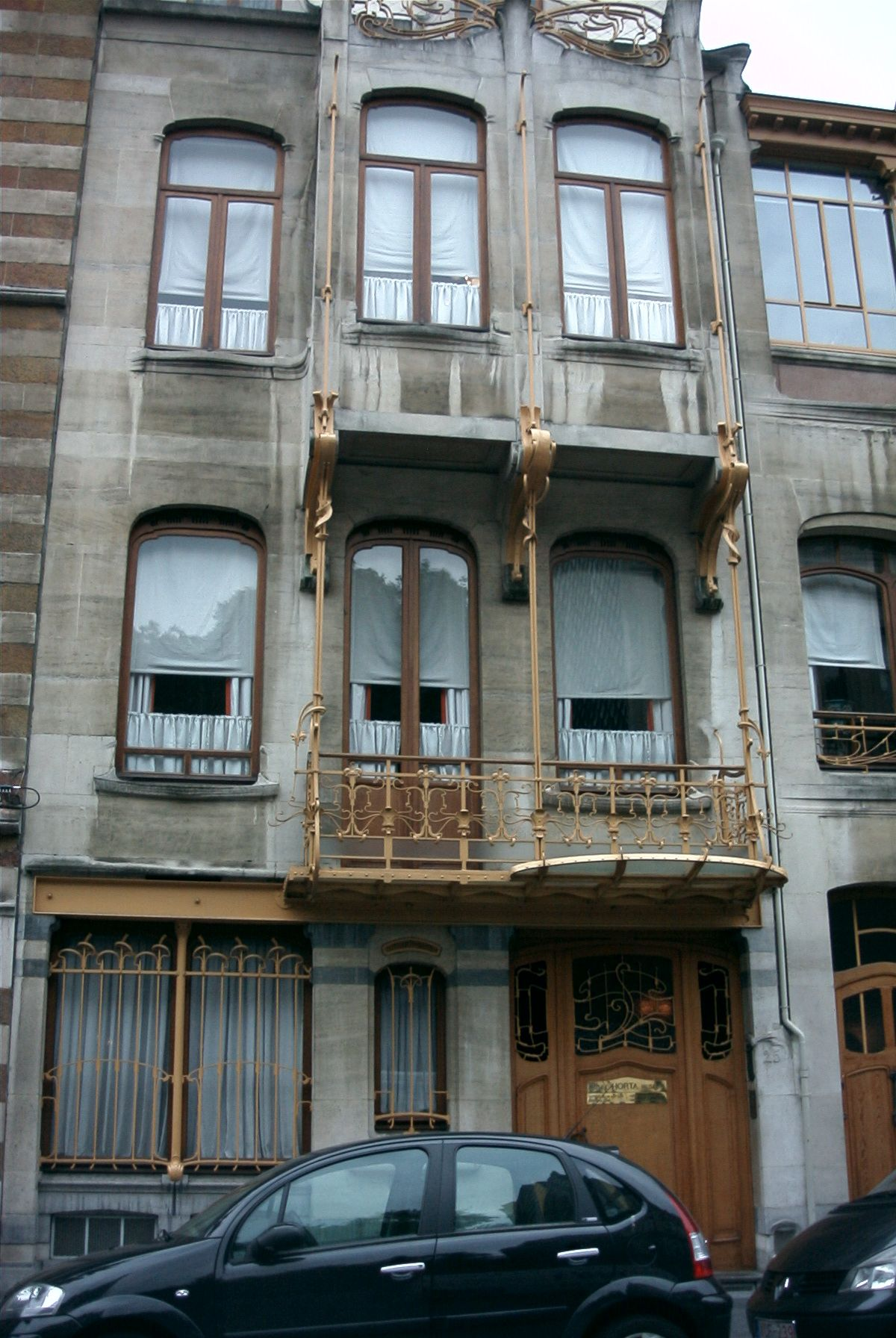
A Horta Múzeum utcafrontja

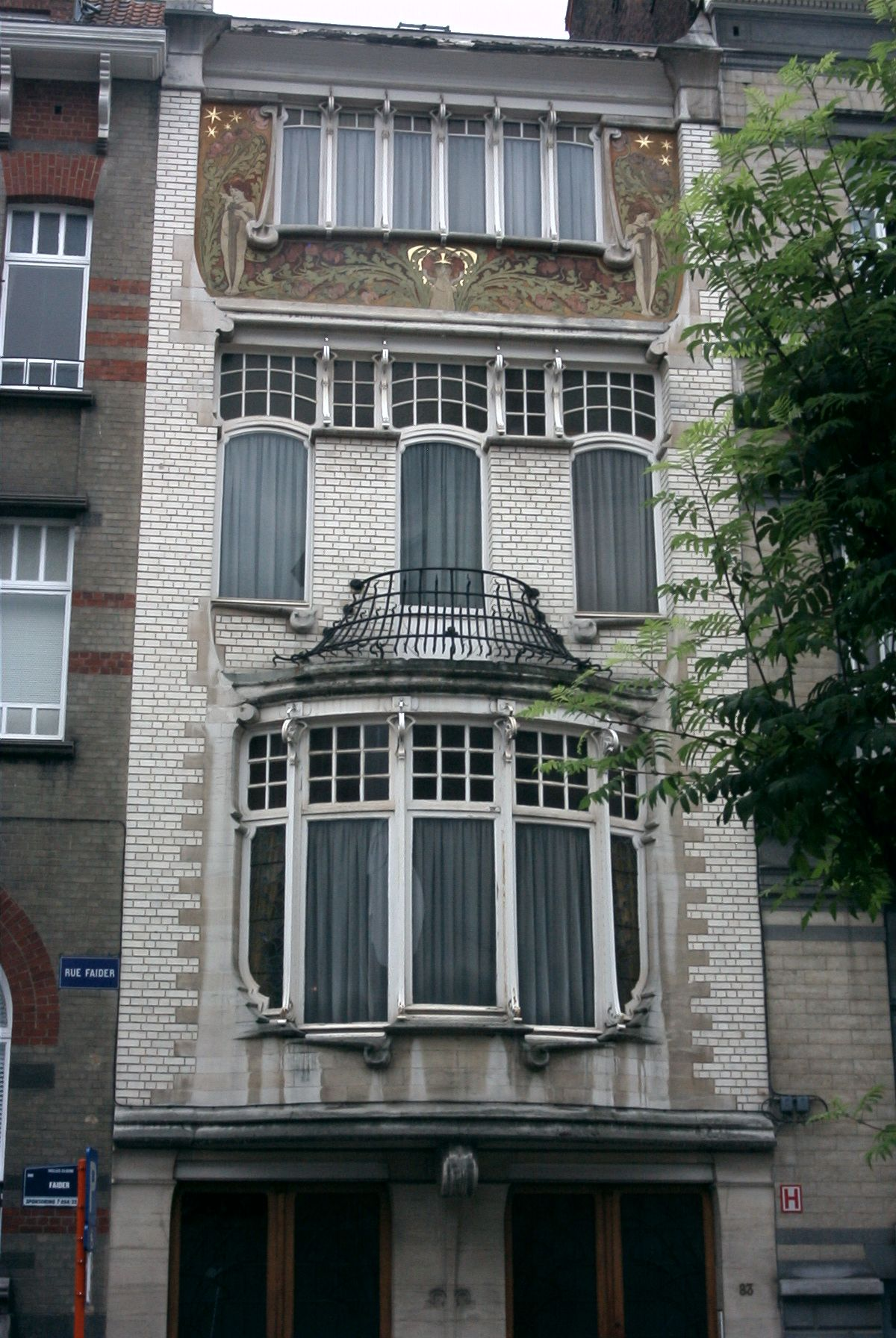
Lakóház Brüsszel szecessziós városnegyedében

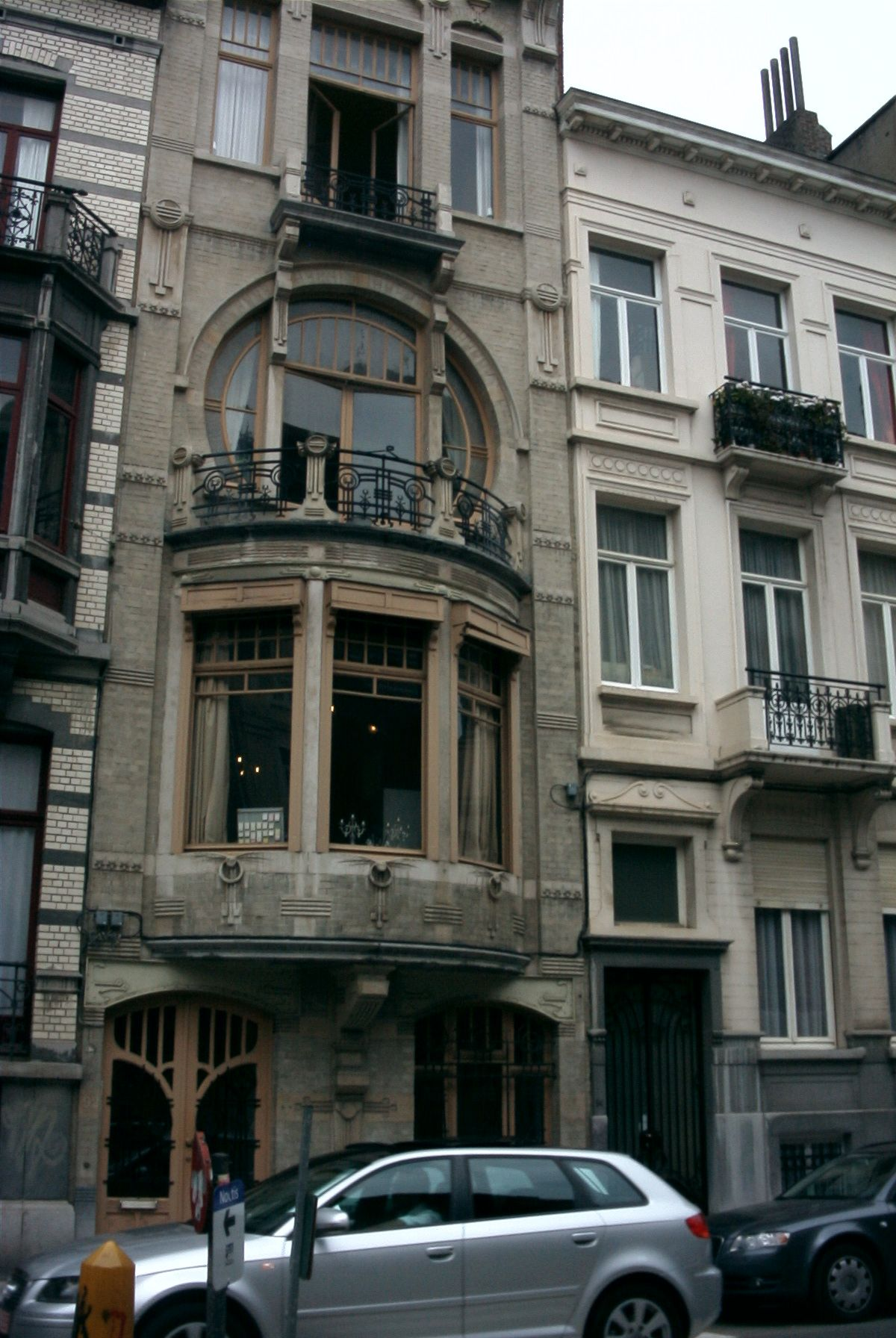
Lakóház a múzeum szomszédságában

Tizenkét évesen érezte meg először elhivatottságát az építészet iránt, amikor nagybátyjának építkezésén segédkezett. Gentben folytatott festészeti, textilművészeti és építészeti tanulmányokat. Ezeket félbehagyta, hogy belsőépítész lehessen, és Párizsba költözött, a Montmartre-ra. A feltörekvőfélben levő impresszionisták és pointillisták hatása alá került. Megragadta a fém és üveg használatának lehetősége.
Apja halálakor – 1880-ban – visszatért Belgiumba és Brüsszelbe költözött, hogy a Szépművészeti Akadémián tanuljon. Megházasodott és két lánya született.
Brüsszelben Paul Hankar barátsága ugyancsak az Art Nouveau (Szecesszió) felé irányítja. Kitűnő tanulmányai folytán Alphonse Balat professzor segédje lett, aki II. Lipót építésze volt. A laeken i királyi üvegházat együttesen tervezték; ez egyben Horta első fém és üveg felhasználásával készült épülete.
1885-re Horta már egyedül dolgozott és három házat tervezett. Ezt követően mellőzte a helyi munkákat és a felsőbb köröknek, illetve nyilvános munkáknak szentelte magát, szobrokat és síremlékeket is beleértve.
Szerkesztéseinek középpontjában a finom görbületek álltak. Ezt nem művészi keresettségből, hanem szigorúan praktikus okokból tette.
Egy 1892-es kiállítás művészetében megérintette. Elfogadta Tassel professzor megbízását magánház építésére, melyet 1893-ban be is fejezett, a kiállítás minden ihletettségét beleépítve művébe. A belső fémváz kialakításában íves növényi formákat felhasználva megalkotta első Art Nouveau épületét. A bonyolult ornamentikát és a természetes fényt a kőhomlokzat mögé rejtette, hogy épülete illeszkedjen a szigorúbb szomszédos épületekhez.
Ez időszak alatt Horta nagy társasági életet élt, és csatlakozott a szabadkőművesség mozgalmához is. A brüsszeli Les Amis Philanthropes páholy tagja lett. Ez biztosította neki a megrendeléseket is 1893 után, mikor is házak és üzletek tervezésébe kezdett.
Miután nagy hírnévre tett szert munkáival, Hortát sok nagyszabású épület tervezésével bízták meg városszerte. Továbbfejlesztvén új építészeti stílusát megalkotta a Solvay Hotelt (1895-1900) és saját házát (1898). Fém- és kőhomlokzatai összetetszenek fém belsőépítészeti megoldásaival.
Amint az Art Nouveau stílus kiment a divatból, sok Horta házat lebontottak. Köztük a Maison du Peuple (1895-99) épületét (1965), melyet a Parti Ouvrier Belge progresszív párt részére emeltek annak idején. Mindezek ellenére sok Horta épület mai napig áll és látogatható. A legfontosabbak egyike a Maison Waucquez, melynek raktár funkciója van, és jelenleg a Belga Képregénymúzeum kap benne helyet. Négy magánházat (hotels) az UNESCO Világörökség részévé nyilvánítottak.
Victor Horta az Ixelles / Elsene temetőben nyugszik.

## Főbb művei
A műveket részletesen lásd: * Victor Horta épületei Brüsszelben (Világörökség Helyszinei)
- Hôtel Tassel, Prof. Émile Tassel részére tervezte és építtette 1892-1893 között
- Hôtel Solvay, 1895-1898 közt emeltek.
- Hôtel van Eetvelde, 1895-1898
- Maison, Atelier Horta – terv 1895, jelenleg a Horta Múzeum otthona
- Temple Human Passions, Brüsszel, Parc du Cunquantenaire, 1889; Jef Lambeaux óriási domborművével
- Maison Autrique, Schaerbeek-ben, 1893, ma múzeum
- Hotel Frison, Brüsszel, 1894.
- Tournai-i Szépművészeti Múzeum (Musée de Beaux-Arts Tournai)
- Szépművészeti Palota, Brüsszel (Palais des Beaux-Arts /Paleis voor Schoone Kunsten)
- Brüsszeli központi pályaudvar (Bruxelles-Central)
- A I'Innovation" acélhomlokzata egyetlen hatalmas ablakot foglal magában,

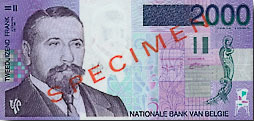
Belga 2000 frankos bankjegy Victor Horta portréjával, 1994 és az euro bevezetése, 2002 között volt forgalomban.